# روور ۸۰۰
روور ۸۰۰ (Rover ۸۰۰) خودرویی است که در سال‌های ۱۹۸۶—۱۹۹۹تولید شده‌است. طراحی آن خودروهای موتور جلو-محور جلو بوده است. 